# أسماك قاعية

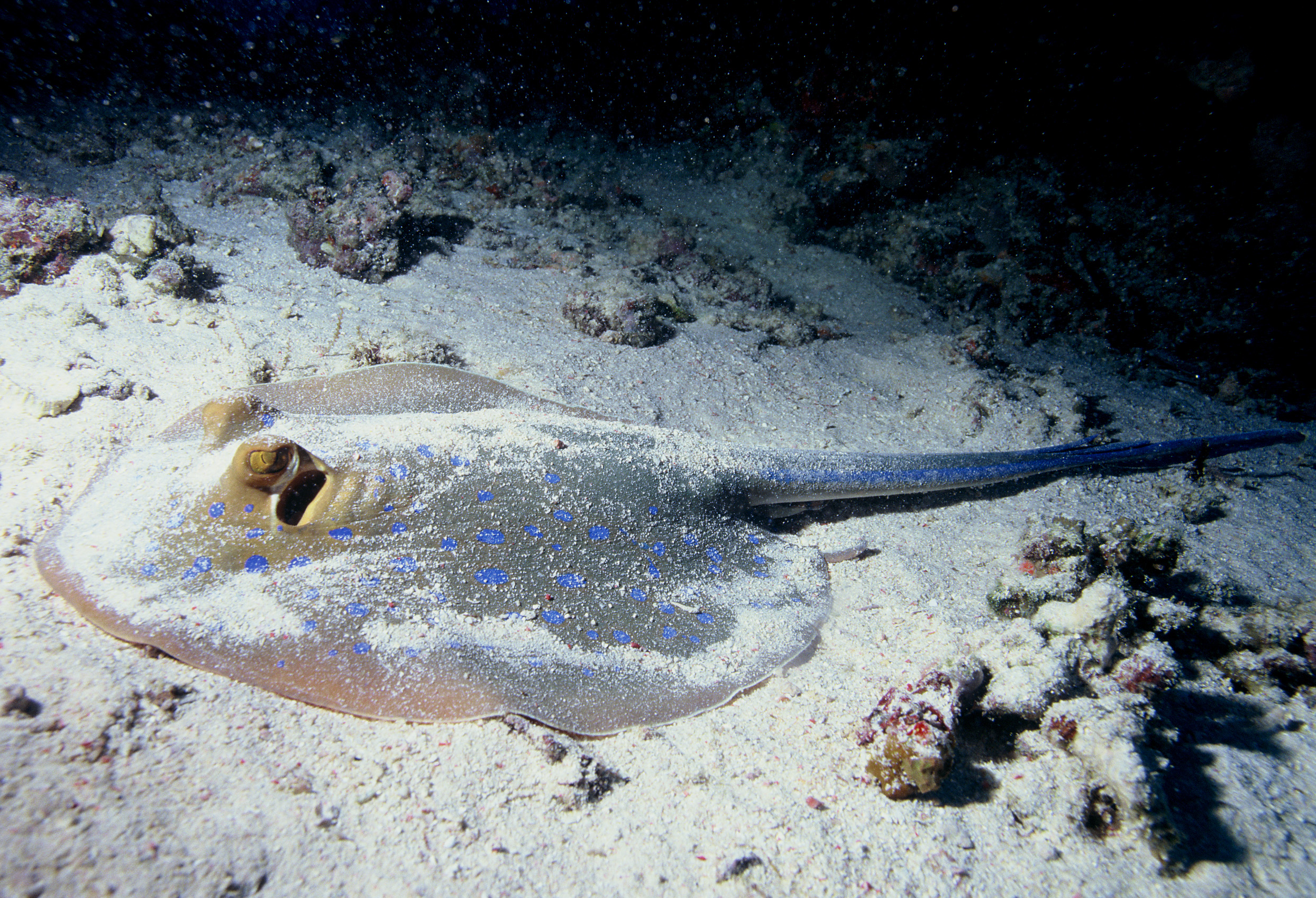

أسماك قاعية هي أسماك تعيش في قاع البحار أو البحيرات أو بالقرب من سطحهما. تسيطر هذه الأسماك على قاع البحر حيث توجد الرمال والصخور. . كما توجد هذه الأسماك في المياه الساحلية أو بالقرب من الجرف القاري، وفي المياه العميقة فهي موجودة في أو بالقرب من المنحدر القاري. لكنها غير موجودة في المياه الأعمق عموما: مثل الأعماق أو في السهول السحيقة، ولكن يمكن العثور عليها في المناطق المحادية للجبال البحرية والجزر.
الأسماك القاعية أكثر كثافة من الماء، لذلك يمكنها أن تستقر في قاع البحر. إنهم إما يستلقون وينتظرون كحيوانات مفترسة، وفي بعض الأحيان يغطون أنفسهم بالرمال أو يموهون أنفسهم، أو يتحركون بنشاط فوق القاع بحثًا عن الطعام.

## معرض صور

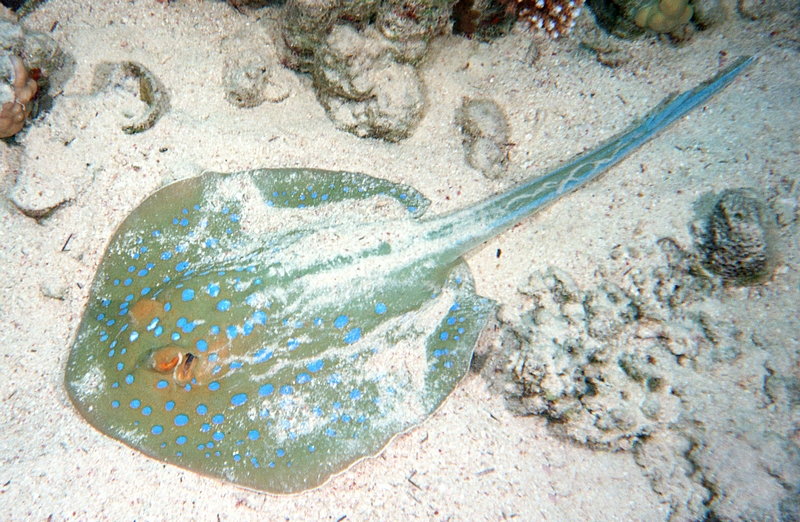
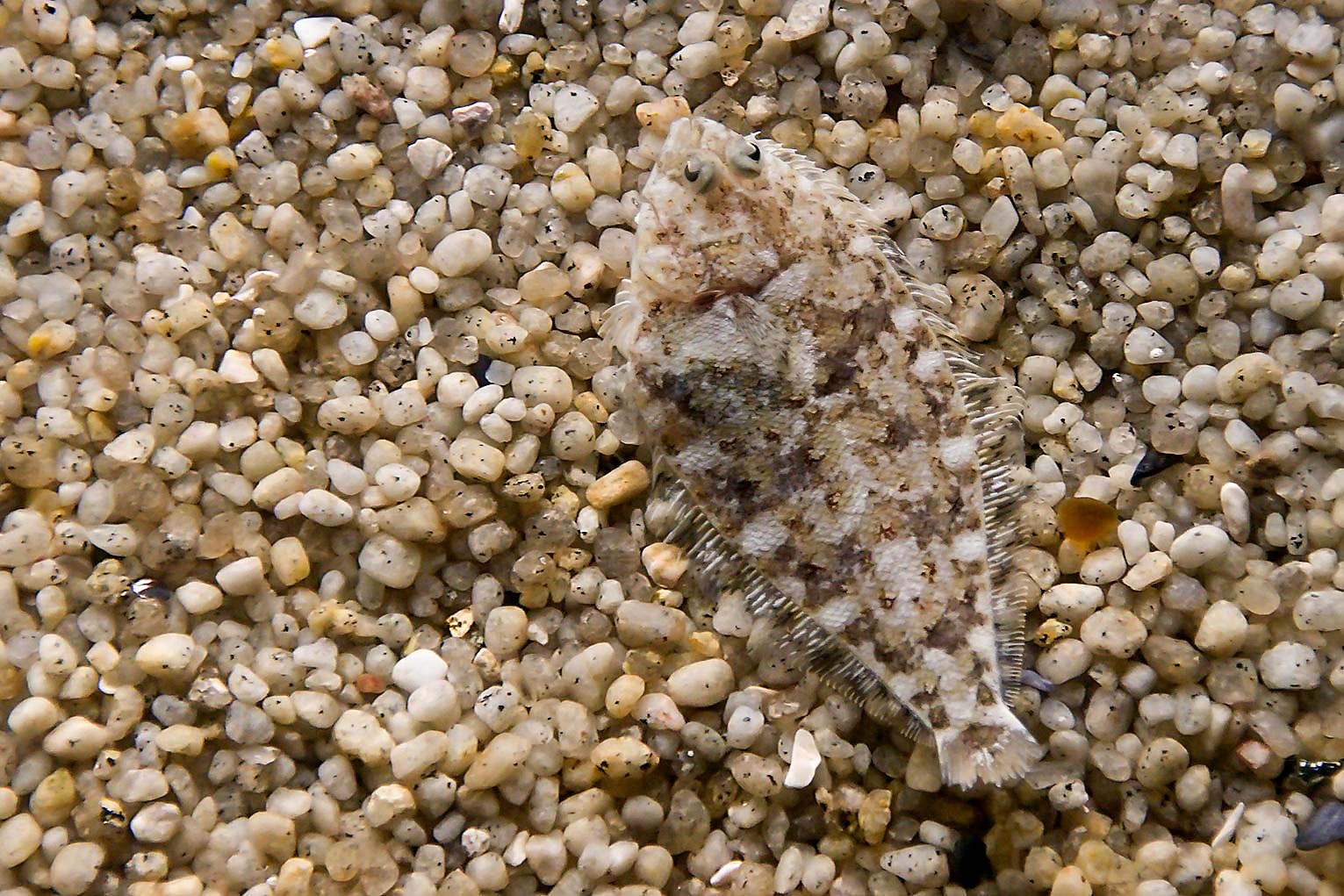
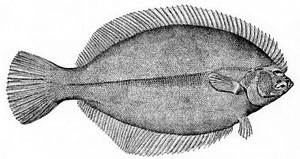
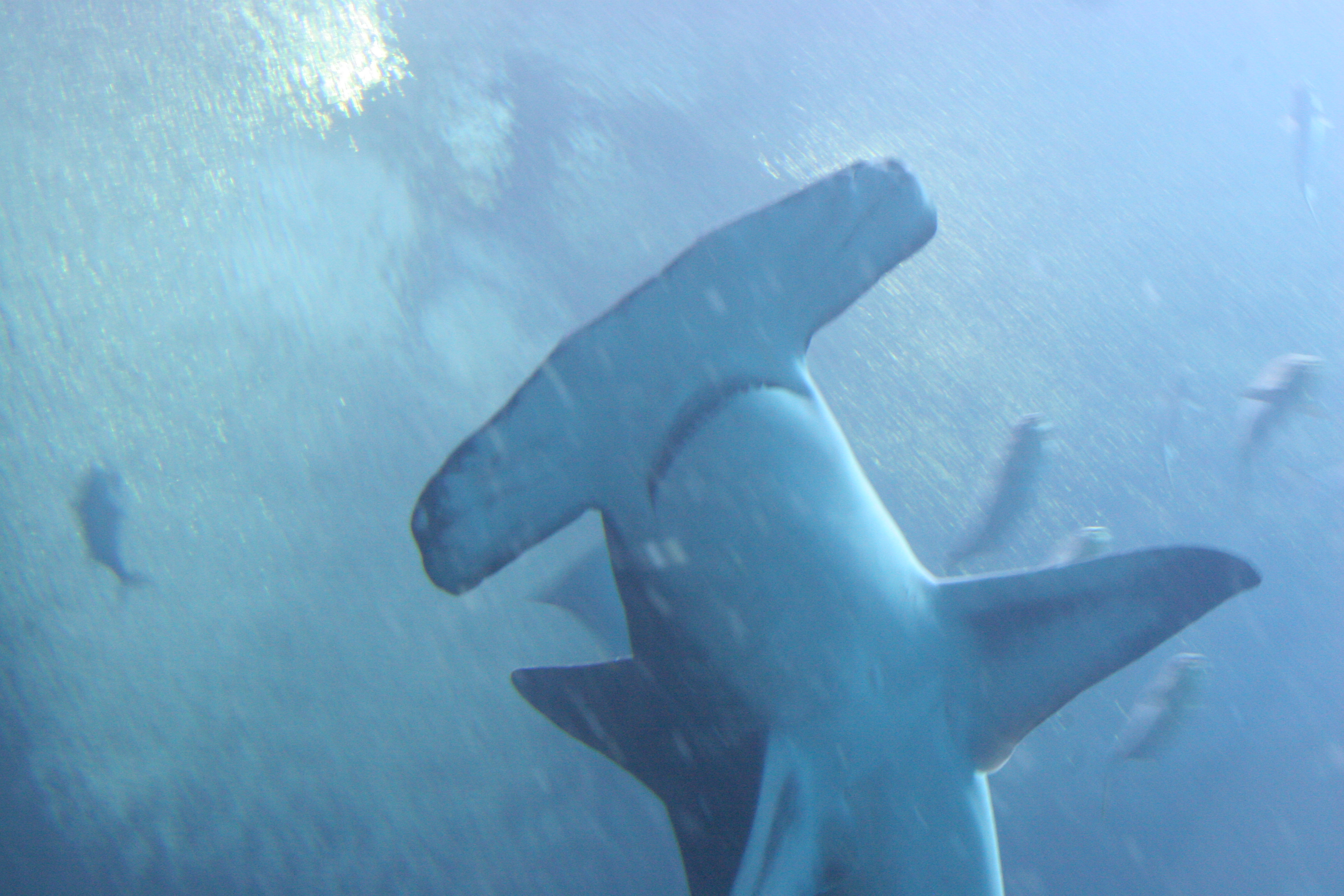